# اپارخیا

نقشه اپاراخیا

اپارخیا یا اپارخی یکی از واحدهای بخشبندی کشور در روزگار سلوکیان و سپس اشکانیان بود. سلوکیان سامانهٔ ساتراپی هخامنشی را نگاه داشتند و هر ساتراپی را به چند اپارخی بخش می‌کردند. آنها کشور را به ۲۷ اپارخی تقسیم کردند. درآینده اشکانیان همان شیوه را پیش گرفتند ولی اندک‌اندک ساتراپی‌ها را به اپارخی‌های کوچکتر تبدیل نمودند. در سدهٔ یکم پیش از زایش مسیح اپارخی‌ها جای ساتراپی را گرفته و تقسیم‌بندی نخست کشور شده‌بودند. در سده یکم میلادی کشور اشکانیان هژده اپارخی و در سده دوم میلادی ۷۲ اپارخی داشته‌است. این نظام بخش‌بندی کشوری با روی کار آمدن ساسانیان به فراموشی سپرده شد.
هر اپارخی خود به چند هیپارخی بخش‌می‌شد.